# اوشزنبرگ (سوابیان یورا)
اوشزنبرگ (به آلمانی: Margrethausen) یک منطقهٔ مسکونی در آلمان است که در آلب‌اشتاد واقع شده‌است.